# Hans Hildebrand
Johannes Dirk Pieter (Hans) Hildebrand (Utrecht, 8 februari 1940 - Vriescheloo, 18 november 2005) was een Nederlandse poppenkastspeler, goochelaar, illusionist, imitator, clown (clown Hillie) en buikspreker.

## Biografie
Samen met zijn vrouw Ludy Hildebrand-de Boer (1942-2006) trad hij op eerst onder de naam Poppentheater Hildebrand en later onder de naam Poppentheater Muzemuis. Deze poppenkast was voorzien van Anton Pieckachtige beschilderingen en was 4,5 meter breed en 3,5 meter hoog waarin originele poppenkastvoorstellingen gegeven werden met Jan Klaassen en Katrijn. Na een 35-jarige loopbaan als poppenspeler overleed Hildebrand op 65-jarige leeftijd in het Groningse Vriescheloo. De erven van Hans en Ludy Hildebrand hebben een aantal poppen gedoneerd aan het Poppentheatermuseum te Blijham.